# Baliosus latus
Baliosus latus es un coleóptero de la familia Chrysomelidae.
Fue descrita científicamente por primera vez en 1921 por Weise.